# Olivier Patience
Olivier Patience (n. 25 de marzo de 1980 en Évreux, Francia) es un exjugador de tenis profesional. La mayor parte de su carrera la hizo en el circuito de challengers y Futures aunque ha logrado en algunos momentos colocarse en el más alto nivel del tenis profesional. Su mejor posición en el ranking fue Nº87 del mundo en 2004 y se destaca su actuación en el Abierto de Francia de 2007, donde alcanzó la tercera ronda.

## Tïtulos (0)

### Clasificación en torneos del Grand Slam
| Torneo          | 2010 | 2008 | 2007 | 2006 | 2005 | 2004 | 2002 | Títulos |
| --------------- | ---- | ---- | ---- | ---- | ---- | ---- | ---- | ------- |
| Australian Open | -    | 1r   | 1r   | -    | 1r   | 3r   | 1r   | 0       |
| Roland Garros   | 1r   | 1r   | 3r   | 1r   | 2r   | 2r   | -    | 0       |
| Wimbledon       | -    | -    | -    | -    | -    | 1r   | -    | 0       |
| US Open         | -    | -    | -    | 1r   | -    | 1r   | -    | 0       |

### Challengers (10)
| N.º | Fecha                   | Torneo        | Superficie    | Oponente en la final     | Resultado         |
| --- | ----------------------- | ------------- | ------------- | ------------------------ | ----------------- |
| 1.  | 19 de mayo de 2002      | Praga         | Tierra batida | Todd Larkham             | 4-6 7-5 6-3       |
| 2.  | 18 de agosto de 2003    | Manerbio      | Tierra batida | Martín Vassallo Argüello | 3-6 6-3 7-6(3)    |
| 3.  | 21 de marzo de 2005     | Saint-Brieuc  | Tierra batida | Victor Ionita            | 6-0 6-2           |
| 4.  | 25 de abril de 2005     | Roma          | Tierra batida | Florent Serra            | 7-6(4) 7-5        |
| 5.  | 26 de diciembre de 2005 | Doha          | Dura          | Julien Benneteau         | 2-6 6-4 7-6(5)    |
| 6.  | 15 de mayo de 2006      | San Remo      | Tierra batida | Stefano Galvani          | 6-2 4-6 7-6(8)    |
| 7.  | 12 de junio de 2006     | Lugano        | Tierra batida | Guillermo García López   | 6-4 6-1           |
| 8.  | 26 de junio de 2006     | Reggio Emilia | Tierra batida | Sergio Roitman           | 6-4 5-7 6-2       |
| 9.  | 25 de junio de 2007     | Reggio Emilia | Tierra batida | Félix Mantilla           | 6-7(6) 6-1 7-6(6) |
| 10. | 1 de septiembre de 2008 | Cherkasy      | Tierra batida | Denis Istomin            | 6-2 6-0           |

### Futures (5)
| N.º | Fecha                | Torneo       | Superficie    | Oponente en la final | Resultado   |
| --- | -------------------- | ------------ | ------------- | -------------------- | ----------- |
| 1.  | 1 de agosto de 1999  | Toulon       | Tierra batida | Slimane Saoudi       | 4-6 6-3 6-4 |
| 2.  | 29 de agosto de 1999 | Gorlivka     | Tierra batida | Rodolphe Cadart      | 6-2 6-7 6-3 |
| 3.  | 6 de abril de 2003   | Saint-Brieuc | Tierra batida | Slimane Saoudi       | 6-1 7-5     |
| 4.  | 18 de abril de 2010  | Angers       | Tierra batida | Sebastien De Chaunac | 6-2 6-4     |
| 5.  | 25 de abril de 2010  | Grasse       | Tierra batida | Romain Jouan         | 6-3 6-4     |